# Ottery St Mary
Ottery St. Mary este un oraș în comitatul Devon, regiunea South West England, Anglia. Orașul se află în districtul East Devon.
Un eveniment tradițional ce are loc anual, pe data de 5 noiembrie, este transportarea butoaielor cu smoală aprinse . Este o tradiție perpetuată din secolul al XVII-lea ce avea ca scop alungarea spiritelor rele din oraș. Evenimentul atrage numeroși vizitatori, dar doar localnicii au dreptul de a participa. 